# Leonardo Balerdi
Artikeln följer den spanska namnseden; faderns efternamn är Balerdi och moderns efternamn Rosa.
Leonardo Julián Balerdi Rosa, född 26 januari 1999, är en argentinsk fotbollsspelare som spelar för Marseille.

## Klubbkarriär
Balerdi föddes i Villa Mercedes och började spela fotboll i Sportivo Pueyrredón som sexåring. Som 14-åring gick han till Boca Juniors. Under 2018 flyttades Balerdi upp i A-laget av tränaren Guillermo Barros Schelotto. Den 27 augusti 2018 debuterade Balerdi i Primera División de Argentina i en 0–0-match mot Huracán. Han spelade totalt fem matcher för Boca Juniors.
I januari 2019 värvades Balerdi av tyska Borussia Dortmund, där han skrev på ett långtidskontrakt. Balerdi debuterade i Bundesliga den 7 december 2019 i en 5–0-vinst över Fortuna Düsseldorf, där han blev inbytt i den 78:e minuten mot Łukasz Piszczek.
I juli 2020 lånades Balerdi ut till franska Olympique de Marseille på ett låneavtal över säsongen 2020/2021. Den 3 juli 2021 blev det en permanent övergång till Marseille för Balerdi som skrev på ett femårskontrakt.

## Landslagskarriär
Balerdi debuterade för Argentinas landslag den 10 september 2019 i en 4–0-vinst över Mexiko, där han blev inbytt i den 83:e minuten mot Lucas Martínez Quarta.